# سیارک ۲۱۵۷۴
سیارک ۲۱۵۷۴ (به انگلیسی: 21574 Ouzan، نامگذاری:1998RZ71) بیست و یک هزار و پانصد و هفتاد و چهارمین سیارک کشف شده‌است که در ۱۴ سپتامبر ۱۹۹۸ کشف شد.
قدر مطلق سیارک برابر ۲۸.۲ است.